# Макаола (Ријети)
Макаола је насеље у Италији у округу Ријети, региону Лацио.
Према процени из 2011. у насељу је живело 43 становника. Насеље се налази на надморској висини од 446 м.